# Elecciones a la Cámara de Representantes de los Estados Unidos de 2024
Las elecciones a la Cámara de Representantes de los Estados Unidos de 2024 se llevaron a cabo el martes 5 de noviembre de 2024 para elegir representantes de los 435 distritos congresionales, así como también delegados sin derecho a voto por el Distrito de Columbia y los territorios insulares habitados. Los ganadores de estas elecciones servirán entre el 3 de enero de 2025 y el 3 de enero de 2027, durante el 119.º Congreso de los Estados Unidos, con escaños repartidos según el censo de 2020.
Con la elección de Hakeem Jeffries como líder del Caucus Demócrata de la Cámara en 2022, estas fueron las primeras elecciones desde 2002 en las que el Partido Demócrata no estará dirigido por Nancy Pelosi. Jeffries es el primer representante afroamericano en la historia del Congreso que se desempeña como líder de un partido, y el primero de Nueva York desde la jubilación de Bertrand Snell en 1938.

## Retiros

### Demócratas
- Arizona 3: Ruben Gallego se retira para postularse al Senado.[2]
- California 12: Barbara Lee se retira para postularse al Senado.[3]
- California 30: Adam Schiff se retira para postularse al Senado.[4]
- California 31: Grace Napolitano se retira.[5]
- California 47: Katie Porter se retira para postularse al Senado.[6]
- Delaware at-large: Lisa Blunt Rochester se retira para postularse al Senado.[7]
- Maryland 6: David Trone se retira para postularse al Senado.[8]
- Míchigan 7: Elissa Slotkin se retira para postularse al Senado.[9]
- Texas 32: Colin Allred se retira para postularse al Senado.[10]
- Virginia 10: Jennifer Wexton se retira.[11]

### Republicanos
- Carolina del Norte 8: Dan Bishop se retira para postularse como fiscal general de Carolina del Norte.[12]
- Indiana 3: Jim Banks se retira para postularse al Senado.[13]
- Indiana 5: Victoria Spartz se retira.[14]
- Virginia Occidental 2: Alex Mooney se retira para postularse al Senado.[15]

## Resultados

### Generales
| Partidos | Partidos            | Asientos | Asientos | Asientos    | Asientos | Voto popular | Voto popular | Voto popular |
| Partidos | Partidos            | 2022     | 2024     | +/−         | %        | Votos        | %            | +/−          |
| -------- | ------------------- | -------- | -------- | ----------- | -------- | ------------ | ------------ | ------------ |
|          | Partido Republicano | 222      | 220      | 2           | 50.80%   | 74,826,851   | 50.03%       | Sin cambios  |
|          | Partido Demócrata   | 213      | 215      | 2           | 49.19%   | 70,836,229   | 48.67%       | 1.37%        |
| Total    | Total               | 435      | 435      | Sin cambios | 100.0%   | 133,542,956  | 100.0%       | —            |

| \| Voto popular \| Voto popular \| Voto popular \| Voto popular \| Voto popular \| \| ------------ \| ------------ \| ------------ \| ------------ \| ------------ \| \| \| \| \| \| \| \| Republicano \| Republicano \| \| 50.03 % \| 50.03 % \| \| Demócrata \| Demócrata \| \| 48.67 % \| 48.67 % \| |             |  |         |         |
| Voto popular |             |  |         |         |
| |             |  |         |         |
| Republicano | Republicano |  | 50.03 % | 50.03 % |
| Demócrata | Demócrata   |  | 48.67 % | 48.67 % |

| \| Asientos \| Asientos \| Asientos \| Asientos \| Asientos \| \| ----------- \| ----------- \| -------- \| -------- \| -------- \| \| \| \| \| \| \| \| Republicano \| Republicano \| \| 50.80 % \| 50.80 % \| \| Demócrata \| Demócrata \| \| 49.19 % \| 49.19 % \| |             |  |         |         |
| Asientos |             |  |         |         |
| |             |  |         |         |
| Republicano | Republicano |  | 50.80 % | 50.80 % |
| Demócrata | Demócrata   |  | 49.19 % | 49.19 % |

### Por asientos
| Estado              | Asientos totales | Republicano | Republicano | Demócrata | Demócrata   |
| Estado              | Asientos totales | Asientos    | Cambio      | Asientos  | Cambio      |
| ------------------- | ---------------- | ----------- | ----------- | --------- | ----------- |
| Alabama             | 7                | 5           | 1           | 2         | 1           |
| Alaska              | 1                | 1           | 1           | 0         | 1           |
| Arizona             | 9                | 6           | Sin cambios | 3         | Sin cambios |
| Arkansas            | 4                | 4           | Sin cambios | 0         | Sin cambios |
| California          | 52               | 9           | 3           | 43        | 3           |
| Carolina del Norte  | 14               | 10          | 3           | 4         | 3           |
| Carolina del Sur    | 7                | 6           | Sin cambios | 1         | Sin cambios |
| Colorado            | 8                | 4           | 1           | 4         | 1           |
| Connecticut         | 5                | 0           | Sin cambios | 5         | Sin cambios |
| Dakota del Norte    | 1                | 1           | Sin cambios | 0         | Sin cambios |
| Dakota del Sur      | 1                | 1           | Sin cambios | 0         | Sin cambios |
| Delaware            | 1                | 0           | Sin cambios | 1         | Sin cambios |
| Florida             | 28               | 20          | Sin cambios | 8         | Sin cambios |
| Georgia             | 14               | 9           | Sin cambios | 5         | Sin cambios |
| Hawái               | 2                | 0           | Sin cambios | 2         | Sin cambios |
| Idaho               | 2                | 2           | Sin cambios | 0         | Sin cambios |
| Illinois            | 17               | 3           | Sin cambios | 14        | Sin cambios |
| Indiana             | 9                | 7           | Sin cambios | 2         | Sin cambios |
| Iowa                | 4                | 4           | Sin cambios | 0         | Sin cambios |
| Kansas              | 4                | 3           | Sin cambios | 1         | Sin cambios |
| Kentucky            | 6                | 5           | Sin cambios | 1         | Sin cambios |
| Luisiana            | 6                | 4           | 1           | 2         | 1           |
| Maine               | 2                | 0           | Sin cambios | 2         | Sin cambios |
| Maryland            | 8                | 1           | Sin cambios | 7         | Sin cambios |
| Massachusetts       | 9                | 0           | Sin cambios | 9         | Sin cambios |
| Míchigan            | 13               | 7           | 1           | 6         | 1           |
| Minesota            | 8                | 4           | Sin cambios | 4         | Sin cambios |
| Misisipi            | 4                | 3           | Sin cambios | 1         | Sin cambios |
| Misuri              | 8                | 6           | Sin cambios | 2         | Sin cambios |
| Montana             | 2                | 2           | Sin cambios | 0         | Sin cambios |
| Nebraska            | 3                | 3           | Sin cambios | 0         | Sin cambios |
| Nevada              | 4                | 1           | Sin cambios | 3         | Sin cambios |
| Nueva Jersey        | 12               | 3           | Sin cambios | 9         | Sin cambios |
| Nueva York          | 26               | 7           | 4           | 19        | 4           |
| Nuevo Hampshire     | 2                | 0           | Sin cambios | 2         | Sin cambios |
| Nuevo México        | 3                | 0           | Sin cambios | 3         | Sin cambios |
| Ohio                | 15               | 10          | Sin cambios | 5         | Sin cambios |
| Oklahoma            | 5                | 5           | Sin cambios | 0         | Sin cambios |
| Oregón              | 6                | 1           | 1           | 5         | 1           |
| Pensilvania         | 17               | 10          | 2           | 7         | 2           |
| Rhode Island        | 2                | 0           | Sin cambios | 2         | Sin cambios |
| Tennessee           | 9                | 8           | Sin cambios | 1         | Sin cambios |
| Texas               | 38               | 25          | Sin cambios | 13        | Sin cambios |
| Utah                | 4                | 4           | Sin cambios | 0         | Sin cambios |
| Vermont             | 1                | 0           | Sin cambios | 1         | Sin cambios |
| Virginia            | 11               | 5           | Sin cambios | 6         | Sin cambios |
| Virginia Occidental | 2                | 2           | Sin cambios | 0         | Sin cambios |
| Washington          | 10               | 2           | Sin cambios | 8         | Sin cambios |
| Wisconsin           | 8                | 6           | Sin cambios | 2         | Sin cambios |
| Wyoming             | 1                | 1           | Sin cambios | 0         | Sin cambios |
| Total               | 435              | 220         |             | 213       |             |